# Disípato
Disípato (em grego: δισύπατος; romaniz.: Dishypatos; "duas vezes hípato"; em latim: dishypatus) foi uma dignidade honorária bizantina (em grego: δια βραβείου άξια; romaniz.: dia brabeiou axia) dos séculos IX-XI, destinada aos "homens barbudos" (ou seja, não-eunucos). A partir de então, e especialmente durante o período Paleólogo, é atestado como o nome de uma família.
O título é relativamente raramente mencionado em fontes literárias, e os selos de alguns disípatos foram encontrados. Provavelmente criado no século VIII, é primeiro atestado no começo do século IX, quando um certo Tomás, destinatário de Teodoro Estudita, possuía o título. Não obstante, no Cletorológio, compilado em 899 por Filoteu, o título é classificado como bastante elevado, sendo posicionado abaixo do protoespatário e acima do espatarocandidato. O Cletorológio também menciona que a sua insígnia característica, o brábio (em grego: βραβείον), é um diploma. O título parece ter desaparecido do império no final do século XI, no entanto é ainda atestado durante o século XII no sul da Itália onde havia influência bizantina. No mesmo período, disípato começou a aparecer como um sobrenome, tornando-se comum a partir do século XIII, quando tornou-se ligado a dinastia paleóloga. Entre seus membros notáveis estão o canstrésio Manuel Disípato e o monge palamita Davi Disípato.